# Gyilkos bábok 2.
A Gyilkos bábok 2. (Puppet Master II) (VHS kiadáson Bábjátékos címen jelent meg) egy 1990-es amerikai horrorfilm, amelyet az első rész speciális-és vizuális effektusaiért felelős Oscar-díjra jelölt David Allen rendezett, a forgatókönyvet Charles Band és David Pabian írta. A főszerepeket Steve Welles, Collin Bernsen, Elizabeth Maclellan és Jeff Celentano játssza. Ez a második film a Gyilkos bábok-sorozatban.

## Történet
Az ördögi kis teremtmények ezúttal különleges emberi szervre éheznek, mely életben maradásuk feltétele...emberi agyvelőre. Ezért a legyengült antropomorfikus bábok Blade, Pinhead, Jester, Tunneler végső erejükből feltámasztják mesterüket André Toulon-t holtából, ki elkészítheti nekik az életelixírt. A bábokra rávilágít a szerencse, mikor egy új, paranormális tevékenységeket kutató csoport érkezik az előző részből ismert Bodega Bay-i hotelba. A bábok – egy új taggal, Torch-val kiegészülve – megkezdik vérgőzös mészárlásukat életbe maradásukért.

## Szereplők
| Szereplő                      | Színész              | Magyar hang          | Leírás |
| ----------------------------- | -------------------- | -------------------- | ------ |
| Carolyn Bramwell / Elsa       | Elizabeth Maclellan  | Fehér Anna           |        |
| Michael Kenney                | Collin Bernsen       | Rékasi Károly        |        |
| Andre Toulon / Eriquee Chaneé | Steve Welles         | Beregi Péter         |        |
| Patrick Bramwell              | Greg Webb            | Kassai Károly        |        |
| Wanda                         | Charlie Spradling    | Radó Denise          |        |
| Lance                         | Jeff Celentano       | Szabó Sipos Barnabás |        |
| Camille                       | Nita Talbot          | Tóth Judit           |        |
| Martha                        | Sage Allen           | Némedi Mari          |        |
| Matthew                       | George 'Buck' Flower | Palóczy Frigyes      |        |
| Billy                         | Sean Ryan            |                      |        |
| Dr. Jennings üzlettársa       | Duane Whitaker       | Uri István           |        |
| Toulon bábuként               | Michael Todd         | Bor Zoltán           |        |

## Bábok
- Blade
- Pinhead
- Jester
- Tunneler
- Leech Woman
- Torch
- Mephisto

## Kritikai fogadtatás
- A Rotten Tomatoes esetében a film 6 értékelési kritérium alapján 33%-os minősítést kapott.[1]
- Az IMDb filmadatbázison 5.5 ponton állt 2018 novemberében.[2]
- ”Ez a folytatás jobb, mint az elődje. Itt Toulon karaktere bonyolultabb, gazdagabb, mélyebben ki van dolgozva.” Blueprint: Review [David Brook][3]
- ”A szereplők nem túl meggyőzőek. Elizabeth McLellan nem tudott meggyőzni hogy a parapszichológusok csoportjának a vezetője. Azonban Steve Welles színészi teljesítménye érdemes odafigyelni. Úgy tűnik David Allen jobb ha marad az eredeti szakmájánál – mint animátor – hisz hiányzik belőle a rendezői rutin, animátorként kétségtelenül tökéletes! – itt nem éreztem azt a nyomasztó, feszült hangulatot mint az első részben. A film második fele már érdekesebb. Itt a forgatókönyvírók már próbáltak valamit kezdeni Toulon történetével. Welles megjelenése, a fekete ruhába bugyolált, sötét szemüvegében vándorolva, klasszikus filmekre emlékeztet, mint a The Invisible Man (1933) és a Mad Love (1935). Az utolsó jelenetek már teljesen rendbe voltak, amely igazán magával ragadott pl. Welles életnagyságú bábjába költözteti át testét.” The Science Fiction, Horror and Fantasy Film Review [Richard Scheib][4]
- "A Gyilkos bábok speciális effektjeiért felelős David Allen eldobja a játékait és ezúttal a rendezői székben teszi próbára tehetségét, hogy ledirigálja ezt a remek kis folytatást. A paranormális kutatók egy csoportja érkezik a Bodega Bay-i szállodába, ahol az első film eseményei történtek. Kiderült, hogy a bábok újjáélesztették gazdájukat, akiknek emberi szerveket kell fogyasztaniuk, hogy életben maradjanak. A Gyilkos bábok 2. lényegében az első film remakeje (leszámítva, hogy Andre Toulon úgy néz ki, mint a láthatatlan embert életre keltő Lugosi Béla). A bábok gyilkolászós jelenetei látványosak. Az első részhez hasonlóan a Puppet Master II hosszú és vontatott jelenetekkel rendelkezik. Nem igazán "magyarázza" el a bábmester eredetét." The Video Vacuum [Mitch Lovell][5]

## Háttér
A rendezői székben ezúttal David Allen animátor ült, aki korábban az első rész stop-motion báb-effektusait készítette. Ez az egyetlen befejezett rendezői munkája. Tunneler autopsya (boncolt) testét újra felhasználták a Gyilkos bábok 5. részében Blade testéhez. Négy különböző Torch bábot használtak a film készítése során. Minden egyes bábot különböző jelenetekhez terveztek.

## Megjelenés
- A Gyilkos bábok 2. Magyarországon csak VHS-en jelent meg 1994-ben a Flamex kiadásában.[7]
- A második., valamint a sorozat harmadik, negyedik és ötödik részei csak DVD formátumban voltak elérhetőek díszdobozban, amely rövid időn belül megszűnt, egészen 2007-ig, amikor a Full Moon visszavásárolta az első öt filmhez való jogot. A film remastered változata Blu-ray-en és DVD-n 2012. szeptember 18-án jelent meg.[8]

## Alcím
They're back. No Strings Attached! (Visszatértek. Nincs alku!)